# اگودامولا
اگودامولا (به لاتین: Egodamulla) یک منطقهٔ مسکونی در سری‌لانکا است که در استان جنوبی (سری‌لانکا) واقع شده‌است.